# 王潺
王潺（1510年—？），字公沛，錦衣衛官籍直隸長垣縣人，明朝政治人物。

## 生平
嘉靖十六年（1537年）丁酉科順天府鄉試第一百二十九名舉人。嘉靖二十九年（1550年）中式庚戌科會試第二百八十八名，三甲第九十名進士。授建昌府推官，嘉靖三十六年官河东都转运盐使司同知，四十三年任河東盐运使，隆庆元年（1567年）四月被山西巡抚王繼洛弹劾去職。

## 家族
曾祖王斌，正千戶 封武德將軍；祖父王宇，正千戶 封武德將軍；父王鉞，正千戶 封武德將軍。母陳氏（封宜人）。